# Удайпур (княжество)
Княжество Удайпур, также известное как государство Мевар — туземное княжество на северо-западе Индии до образования Индийской Республики.

## География
Географические границы Мевара то возрастали, то убывали на протяжении веков, но по состоянию на 1941 год территория государства была 34 110 км² (примерно размером с современные Нидерланды). Из договора с англичанами в 1818 году до вступления княжества в Индийский союз, в 1949 году, границы Удайпур государства были следующие: государство на севере граничит с британским округом Аджмер-Mервара, на западе — Джодхпур и Сирохи, на юго-западе — Идар, на юге — с княжествами Дунгарпур, Бансвара и Пратапгарх, на востоке — с княжествами Бунди и Кота, и на северо-восток с Джайпуром.

## История

### Формирование государства и становление его как региональной державы
Мевар был основан Баппой Равалем (728—753), бывшим правителем Читтора, который приобрел контроль над Читтором в 728 году. Нагда была первой столицей Мевара и продолжала оставаться таковой до 948 года, когда правитель Аллат перенес столицу из Нагды в Ахар.

### Мевар и Моголы
В 1615 году, после четырех десятилетий столкновений, Мевар и Великие Моголы заключили договор, согласно которому территория Мевара, находящаяся во владении Моголов, была возвращена в обмен на то, что наследный принц Мевара будет присутствовать при дворе Великих Моголов, а Мевар предоставит Моголам войско в 1000 всадников.

### Влияние маратхов
Маратхи совершили первое успешное вторжение на княжество Мевар в 1725 году, и впоследствии продолжал оказывать все возрастающее влияние не только на Мевар, но и окружающие княжества Дунгарпур, Бансвара и Банди. Для борьбы маратхов, Махарана Джагат Сингх из Мевара созван конференция раджпутских правителей в Хурде в 1734 году, но соглашение не состоялось. Гегемония маратхов продолжала расти, и в течение оставшейся части столетия Маратхи регулярно получали от Мевара огромную дань.

### Мевар в британском владычестве
К 1818 году армии Холкара, Шинде и Тонк разграбили Мевар, разорив его правителя и население. Еще в 1805 году Махарана Бхим Сингх из Мевара обратился к британцам за помощью, но договор 1803 года с Шинде помешал британцам удовлетворить эту просьбу. Но к 1817 году британцы тоже стремились к союзу с правителями раджпутов, и 13 января 1818 года между Меваром и Ост-Индской компанией (от имени Британии) был заключен договор о дружбе, союзах и единстве.
В соответствии с этим договором британское правительство согласилось защищать территорию Мевара, в обмен на что Мевар признал британский сюзеренитет и согласился воздерживаться от политических объединений с другими государствами и выплачивать одну четвертую часть своих доходов в качестве дани в течение пяти лет. Конституция княжества Удайпур была принята 23 мая 1947 года. Последний правитель Удайпура подписал соглашение о присоединении к независимой Индии 7 апреля 1949 года.
До 1303 года правители Мевара назывались «Махаравалами». После смерти Раваля Ратан Сингха во время разграбления Читторгарха Аллауддином Хилджи 1303 года Хаммир Сингх стал правителем Мевара и называл себя «Махараной», как называли его правители до распада государства в 1949 году.
| Династия Сисодия из Читтора | |                  |                 |
| \| Имя[17] \| Имя[17] \| Начало правления \| Конец правления \| \| ------- \| -------------------------------------------------------------------------------------------------------------------------------------------------------------------------------------------------------------------------------------------------------------------------------------------------- \| ---------------- \| --------------- \| \| 1 \| Махарана Хаммир Сингх (1314—1378), сын Ари Сингха. «Первый, носивший титул махарана Мевара» \| 1326 \| 1364 \| \| 2 \| Махарана Кшета Сингх (? — 1382), сын предыдущего. «Захватил Аджмер и Мандалгарх» \| 1364 \| 1382 \| \| 3 \| Махарана Лакха Сингх (? — 1421), сын предыдущего. Отвоевал оставшиеся территорию Мевара у Делийского султаната. Погиб в бою. \| 1382 \| 1421 \| \| 4 \| Махарана Мокал Сингх (1409—1433), сын предыдущего. Марвар вторгается в Мевар, и Мокал убит в возрасте 24 лет". его старший брат, Чунда, призван, чтобы защитить Мевар. \| 1421 \| 1433 \| \| 5 \| Махарана Кумбха (? — 1468), сын Мокала Сингха \| 1433 \| 1468 \| \| 6 \| Махарана Удай Сингх I (? — 1473), сын предыдущего \| 1468 \| 1473 \| \| 7 \| Махарана Раймал (? — 1509), брат предыдущего \| 1473 \| 1509 \| \| 8 \| Махарана Санграм Сингх I Рана Санга (1484—1528), сын предыдущего. Он сумел защитить свое королевство от набегов делийского султана Ибрагима Лоди и даже несколько раз побеждал его, но вскоре Санга был побежден в битве при Ханве в 1527 году могольским императором Бабуром и умер годом позднее \| 1509 \| 1528 \| \| 9 \| Махарана Ратан Сингх II (? — 1531), сын предыдущего \| 1528 \| 1531 \| \| 10 \| Махарана Викрамадитья Сингх (1517—1534), младший брат предыдущего \| 1531 \| 1537 \| \| 11 \| Махарана Ванвир Сингх (1505—1540), сын (?) Притхвираджа Сисодии, старшего брата Раны Санграма \| 1537 \| 1540 \| \| 12 \| Махарана Удай Сингх II (1522—1572), четвертый сын Санграма Передал Читтор могольскому императору Акбару в 1568 году и был вынужден перенести свою столицу в Удайпур. \| 1540 \| 1568 \| | |                  |                 |
| Имя | Имя | Начало правления | Конец правления |
| 1 | Махарана Хаммир Сингх (1314—1378), сын Ари Сингха. «Первый, носивший титул махарана Мевара» | 1326             | 1364            |
| 2 | Махарана Кшета Сингх (? — 1382), сын предыдущего. «Захватил Аджмер и Мандалгарх» | 1364             | 1382            |
| 3 | Махарана Лакха Сингх (? — 1421), сын предыдущего. Отвоевал оставшиеся территорию Мевара у Делийского султаната. Погиб в бою. | 1382             | 1421            |
| 4 | Махарана Мокал Сингх (1409—1433), сын предыдущего. Марвар вторгается в Мевар, и Мокал убит в возрасте 24 лет". его старший брат, Чунда, призван, чтобы защитить Мевар. | 1421             | 1433            |
| 5 | Махарана Кумбха (? — 1468), сын Мокала Сингха | 1433             | 1468            |
| 6 | Махарана Удай Сингх I (? — 1473), сын предыдущего | 1468             | 1473            |
| 7 | Махарана Раймал (? — 1509), брат предыдущего | 1473             | 1509            |
| 8 | Махарана Санграм Сингх I Рана Санга (1484—1528), сын предыдущего. Он сумел защитить свое королевство от набегов делийского султана Ибрагима Лоди и даже несколько раз побеждал его, но вскоре Санга был побежден в битве при Ханве в 1527 году могольским императором Бабуром и умер годом позднее | 1509             | 1528            |
| 9 | Махарана Ратан Сингх II (? — 1531), сын предыдущего | 1528             | 1531            |
| 10 | Махарана Викрамадитья Сингх (1517—1534), младший брат предыдущего | 1531             | 1537            |
| 11 | Махарана Ванвир Сингх (1505—1540), сын (?) Притхвираджа Сисодии, старшего брата Раны Санграма | 1537             | 1540            |
| 12 | Махарана Удай Сингх II (1522—1572), четвертый сын Санграма Передал Читтор могольскому императору Акбару в 1568 году и был вынужден перенести свою столицу в Удайпур. | 1540             | 1568            |

| Династия Сисодия из Удайпура | |                  |                 |
| \| Имя \| Имя \| Начало правления \| Конец правления \| \| --- \| ------------------------------------------------------------------------------------------------------------------------------------------------------------------------------------------------------- \| ---------------- \| --------------- \| \| 1 \| Махарана Удай Сингх II (4 августа 1522 — 28 февраля 1572), четвертый сын Санграма Передал Читтор могольскому императору Акбару в 1568 году и был вынужден перенести свою столицу в Удайпур. \| 1568 \| 1572 \| \| 2 \| Махарана Пратап Сингх I (9 мая 1540 — 19 января 1597), сын предыдущего \| 1572 \| 1597 \| \| 3 \| Махарана Амар Сингх I (16 марта 1559 — 26 января 1620), сын предыдущего Признал господство Империи Великих Моголов над Меваром и стал вассалом Великих Моголов, которое продолжалось в течение 150 лет. \| 1597 \| 1620 \| \| 4 \| Махарана Каран Сингх II (7 января 1584 — март 1628), сын предыдущего \| 1620 \| 1628 \| \| 5 \| Махарана Джагат Сингх I (1607 — 10 апреля 1652), сын предыдущего \| 1628 \| 1652 \| \| 6 \| Махарана Радж Сингх I (24 сентября 1629 — 22 октября 1680), сын предыдущего \| 1652 \| 1680 \| \| 7 \| Махарана Джай Сингх (5 декабря 1653 — 23 сентября 1698), сын предыдущего \| 1680 \| 1698 \| \| 8 \| Махарана Амар Сингх II (3 октября 1672 — 10 декабря 1710), сын предыдущего \| 1698 \| 1710 \| \| 9 \| Махарана Санграм Сингх II (24 марта 1690 — 11 января 1734), сын предыдущего \| 1710 \| 1734 \| \| 10 \| Махарана Джагат Сингх II (17 сентября 1709 — 5 июня 1751), сын предыдущего \| 1734 \| 1751 \| \| 11 \| Махарана Пратап Сингх II (27 июля 1724 — 10 января 1754), сын предыдущего \| 1751 \| 1754 \| \| 12 \| Махарана Радж Сингх II (25 апреля 1743 — 3 апреля 1761), сын предыдущего \| 1754 \| 1761 \| \| 13 \| Махарана Ари Сингх II (27 июля 1724 — 9 марта 1773), дядя предыдущего, сын Джагата Сингха II \| 1761 \| 1773 \| \| 14 \| Махарана Хамир Сингх II (1762 — 6 января 1778), сын предыдущего \| 1773 \| 1778 \| \| 15 \| Махарана Бхим Сингх (10 марта 1768 — 30 марта 1828), младший брат предыдущего \| 1778 \| 1828 \| \| 16 \| Махарана Джаван Сингх (2 июля 1821 — 30 августа 1838), сын предыдущего \| 1828 \| 1838 \| \| 17 \| Махарана Сардар Сингх (29 августа 1798 — 14 июля 1842), сын Шивдана Сингха из Багора, внук Натха Сингха и правнук Санграма Сингха II \| 1838 \| 1842 \| \| 18 \| Махарана Сваруп Сингх (8 января 1815 — 17 ноября 1861), сын Шивдана Сингха, младший брат предыдущего \| 1842 \| 1861 \| \| 19 \| Махарана Шамбху Сингх (22 декабря 1847 — 7 октября 1874), сын Шардула Сингха из Багора, племянник Сварупа Сингха \| 1861 \| 1874 \| \| 20 \| Махарана Саджан Сингх (18 июля 1859 — 23 декабря 1884), сын Шакти Сингха из Багора, двоюродный брат предыдущего \| 1874 \| 1884 \| \| 21 \| Махарана Фатех Сингх (16 декабря 1849 — 24 мая 1930), сын Дал Сингха, приёмный сын предыдущего \| 1884 \| 1930 \| \| 22 \| Махарана Бхупал Сингх (1884 — 4 июля 1955), сын предыдущего, последний независимый махараджа Удайпура \| 1930 \| 1955 \| \| 23 \| Махарана Бхагват Сингх (20 июня 1921 — 3 ноября 1984), сын предыдущего. Первый титулярный махараджа Удайпура \| 1956 \| 1984 \| \| 24 \| Махарана Махендра Сингх (род. 24 февраля 1941), старший сын предыдущего. Титулярный глава клана с момента обретения Индией независимости \| 1984 \| настоящее время \| | |                  |                 |
| Имя | Имя | Начало правления | Конец правления |
| 1 | Махарана Удай Сингх II (4 августа 1522 — 28 февраля 1572), четвертый сын Санграма Передал Читтор могольскому императору Акбару в 1568 году и был вынужден перенести свою столицу в Удайпур.             | 1568             | 1572            |
| 2 | Махарана Пратап Сингх I (9 мая 1540 — 19 января 1597), сын предыдущего | 1572             | 1597            |
| 3 | Махарана Амар Сингх I (16 марта 1559 — 26 января 1620), сын предыдущего Признал господство Империи Великих Моголов над Меваром и стал вассалом Великих Моголов, которое продолжалось в течение 150 лет. | 1597             | 1620            |
| 4 | Махарана Каран Сингх II (7 января 1584 — март 1628), сын предыдущего | 1620             | 1628            |
| 5 | Махарана Джагат Сингх I (1607 — 10 апреля 1652), сын предыдущего | 1628             | 1652            |
| 6 | Махарана Радж Сингх I (24 сентября 1629 — 22 октября 1680), сын предыдущего | 1652             | 1680            |
| 7 | Махарана Джай Сингх (5 декабря 1653 — 23 сентября 1698), сын предыдущего | 1680             | 1698            |
| 8 | Махарана Амар Сингх II (3 октября 1672 — 10 декабря 1710), сын предыдущего | 1698             | 1710            |
| 9 | Махарана Санграм Сингх II (24 марта 1690 — 11 января 1734), сын предыдущего | 1710             | 1734            |
| 10 | Махарана Джагат Сингх II (17 сентября 1709 — 5 июня 1751), сын предыдущего | 1734             | 1751            |
| 11 | Махарана Пратап Сингх II (27 июля 1724 — 10 января 1754), сын предыдущего | 1751             | 1754            |
| 12 | Махарана Радж Сингх II (25 апреля 1743 — 3 апреля 1761), сын предыдущего | 1754             | 1761            |
| 13 | Махарана Ари Сингх II (27 июля 1724 — 9 марта 1773), дядя предыдущего, сын Джагата Сингха II | 1761             | 1773            |
| 14 | Махарана Хамир Сингх II (1762 — 6 января 1778), сын предыдущего | 1773             | 1778            |
| 15 | Махарана Бхим Сингх (10 марта 1768 — 30 марта 1828), младший брат предыдущего | 1778             | 1828            |
| 16 | Махарана Джаван Сингх (2 июля 1821 — 30 августа 1838), сын предыдущего | 1828             | 1838            |
| 17 | Махарана Сардар Сингх (29 августа 1798 — 14 июля 1842), сын Шивдана Сингха из Багора, внук Натха Сингха и правнук Санграма Сингха II                                                                    | 1838             | 1842            |
| 18 | Махарана Сваруп Сингх (8 января 1815 — 17 ноября 1861), сын Шивдана Сингха, младший брат предыдущего | 1842             | 1861            |
| 19 | Махарана Шамбху Сингх (22 декабря 1847 — 7 октября 1874), сын Шардула Сингха из Багора, племянник Сварупа Сингха                                                                                        | 1861             | 1874            |
| 20 | Махарана Саджан Сингх (18 июля 1859 — 23 декабря 1884), сын Шакти Сингха из Багора, двоюродный брат предыдущего                                                                                         | 1874             | 1884            |
| 21 | Махарана Фатех Сингх (16 декабря 1849 — 24 мая 1930), сын Дал Сингха, приёмный сын предыдущего | 1884             | 1930            |
| 22 | Махарана Бхупал Сингх (1884 — 4 июля 1955), сын предыдущего, последний независимый махараджа Удайпура                                                                                                   | 1930             | 1955            |
| 23 | Махарана Бхагват Сингх (20 июня 1921 — 3 ноября 1984), сын предыдущего. Первый титулярный махараджа Удайпура                                                                                            | 1956             | 1984            |
| 24 | Махарана Махендра Сингх (род. 24 февраля 1941), старший сын предыдущего. Титулярный глава клана с момента обретения Индией независимости                                                                | 1984             | настоящее время |

### Британские резиденты и политические агенты
Политические агенты, нанятые Британской Ост-Индской компанией для наблюдения за делами в княжествами, включали Джеймса Тода, который занимал этот пост с марта 1818 по июнь 1822 года. Пост британского резидента, который заменил эту должность, дважды занимал Алан Холм (1908—1911 и 1916—1919).

### Административная структура
Во время переписи 1901 года княжество было разделено на 17 административных подразделений — 11 зил и 6 парган, разница между зилой и парганой заключалась в том, что последняя была больше и разбита на дополнительные подразделения. Кроме того, было 28 главных джагиров и 2 бхумата. Каждая зила управлялась хакимом, государственным чиновником, поддерживаемым в каждом техсиле (подразделении зилы) помощником хакима. Княжество плохо управлялось до британского правления. Доход государства Удайпур составлял 400 000 рупий при долге в 2 900 000 рупий в 1819 году, после чего управление страной перешло к англичанам. Государственные доходы показали улучшение при британских агентах, доход вырос до Rs 800 000 в 1821 году и в среднем Rs 2 800 000 в 1899—1900 годах.

### Землевладение
Основными формами землевладения в государстве были джагир, бхум, сасан и хальса. Джагиры — это земельные наделы, выдаваемые в знак признания заслуг гражданского или политического характера. Джагирдары, держатели джагира, обычно платили фиксированную ежегодную дань, называемую чхатунд, на ежегодной основе, и и назарану после смены нового махараны. После смерти джагирдара джагир возвращался к Махаране до тех пор, пока преемник покойного джагирдара не был признан махараной. Те, кто занимал посты в бхуме, платили небольшую дань или номинальную арендную плату (бхум барар) и подлежали призыву на местную службу. Держатели сасанов (также известных как муафи) не несут ответственности за выплаты Махаране, но иногда с них взимаются налоги. Владельцы хальсы (коронных земель) были земледельцами, которым ничто не мешало в их владении, пока они продолжали выплачивать земельный доход. По состоянию на 1912 год 38 % земельных доходов государства приходилось на хальсинскую землю, остальную часть — на другие формы землевладения.